# Головачёва, Мария Николаевна
Мария Николаевна Головачёва (27 ноября 1926, дер. Анкундиновка, Майнский район, Ульяновская область, РСФСР — 22 ноября 2016) — бригадир лесокультурной бригады Майнского лесхоза и лесничества (Ульяновская область), Герой Социалистического Труда.

## Биография
Росла в многодетной семье, в 13 лет осиротела, воспитывалась тетей и старшей сестрой. Окончив семь классов, с 15-летнего возраста работала в местном колхозе имени Якова Селезнева.
С 1945 г. — в Майнском лесхозе и лесничестве: разнорабочая, лесник, с 1954 г. — бригадир лесокультурной бригады. В лесном массиве около села Сосновка был заложен лесопитомник площадью четыре гектара, в 1968 г. на землях плодопитомника в р.п. Майна был заложен базисный питомник на площади 20 гектаров, который был закреплен за возглавлявшейся ей бригадой. В 1975 г. Майнский питомник получил от Министерства лесного хозяйства РСФСР диплом как лучший питомник лесной отрасли.
Её бригада ежегодно высаживала 75-100 га леса и выращивала более 2 млн саженцев деревьев хвойных пород.
Указом Президиума Верховного Совета СССР от 1 марта 1974 года присвоено звание Героя Социалистического Труда. Награждена двумя орденами Ленина.
С 1974 года до выхода на пенсию (1981) — мастер лесных культур Майнского лесничества.

## Награды и звания
Герой Социалистического Труда (1974). Два ордена Ленина (1966, 1974).